# Vouvray (Indre-et-Loire)
Pour les articles homonymes, voir Vouvray.
Vouvray est une commune française du département d'Indre-et-Loire, en région Centre-Val de Loire. Elle fait partie de la communauté de communes Touraine Est Vallée.
Elle fait également partie du Canton de Vouvray (bureau centralisé).
Ses habitants sont appelés les Vouvrillons et Vouvrillones.
Le député de la deuxième circonscription est Daniel Labaronne.

## Géographie

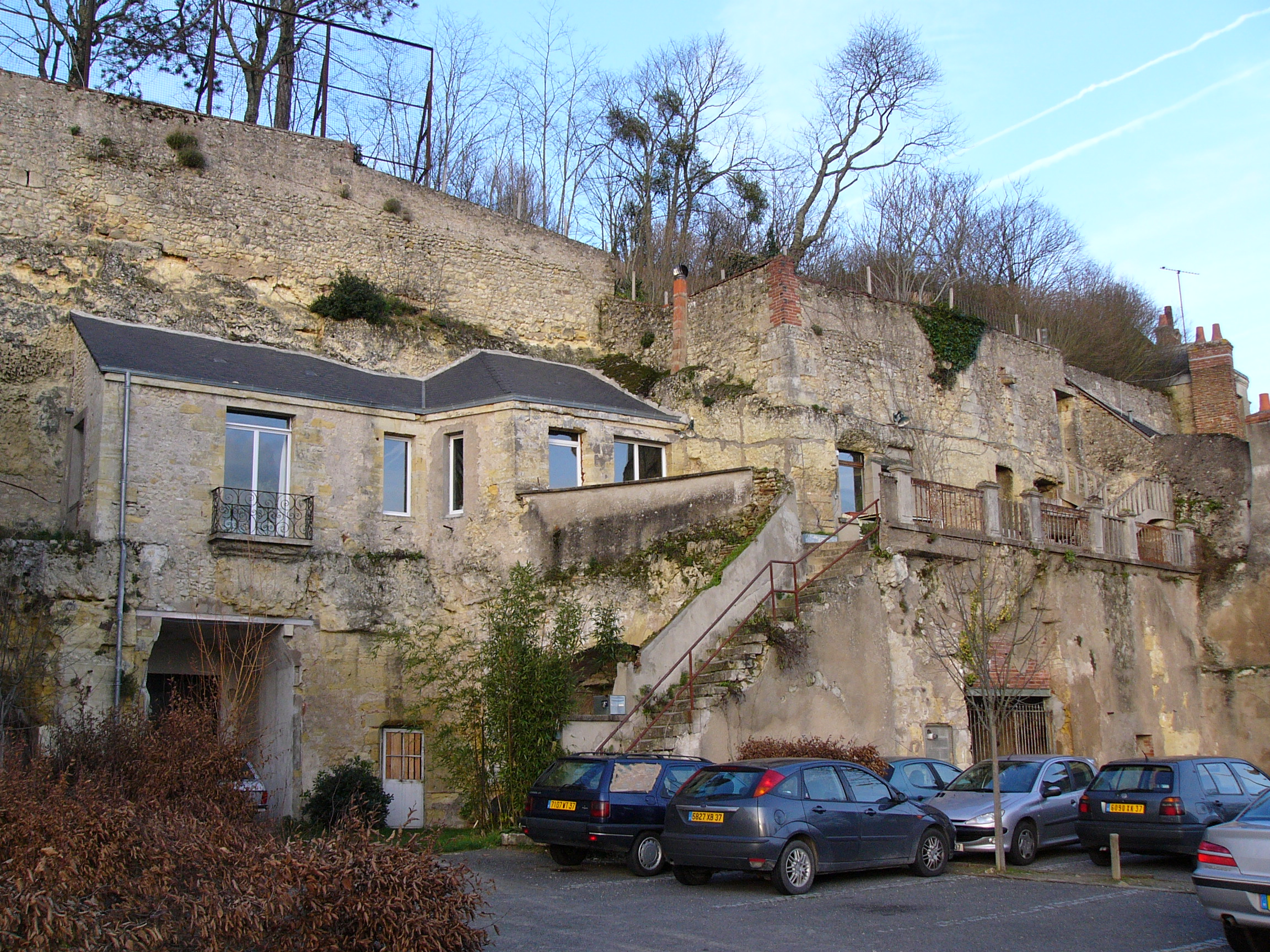
Maisons troglodytes à Vouvray

### Localisation et paysages
Vouvray est située à 10 kilomètres à l'est de Tours, dans la vallée de la Loire, en bordure de la Loire et de la Cisse, dont le confluent avec le fleuve se situe dans la commune. Vouvray est construite en partie à flanc de coteau dans lequel se nichent de nombreuses maisons troglodytiques et caves de producteurs de vins. Sur le coteau, la commune compte quelques hameaux importants et de très nombreuses vignes.
|                             | Monnaie |                              |
| Rochecorbon                 | Vouvray | Vernou-sur-Brenne            |
| La Loire La Ville-aux-Dames |         | La Loire Montlouis-sur-Loire |

### Hydrographie

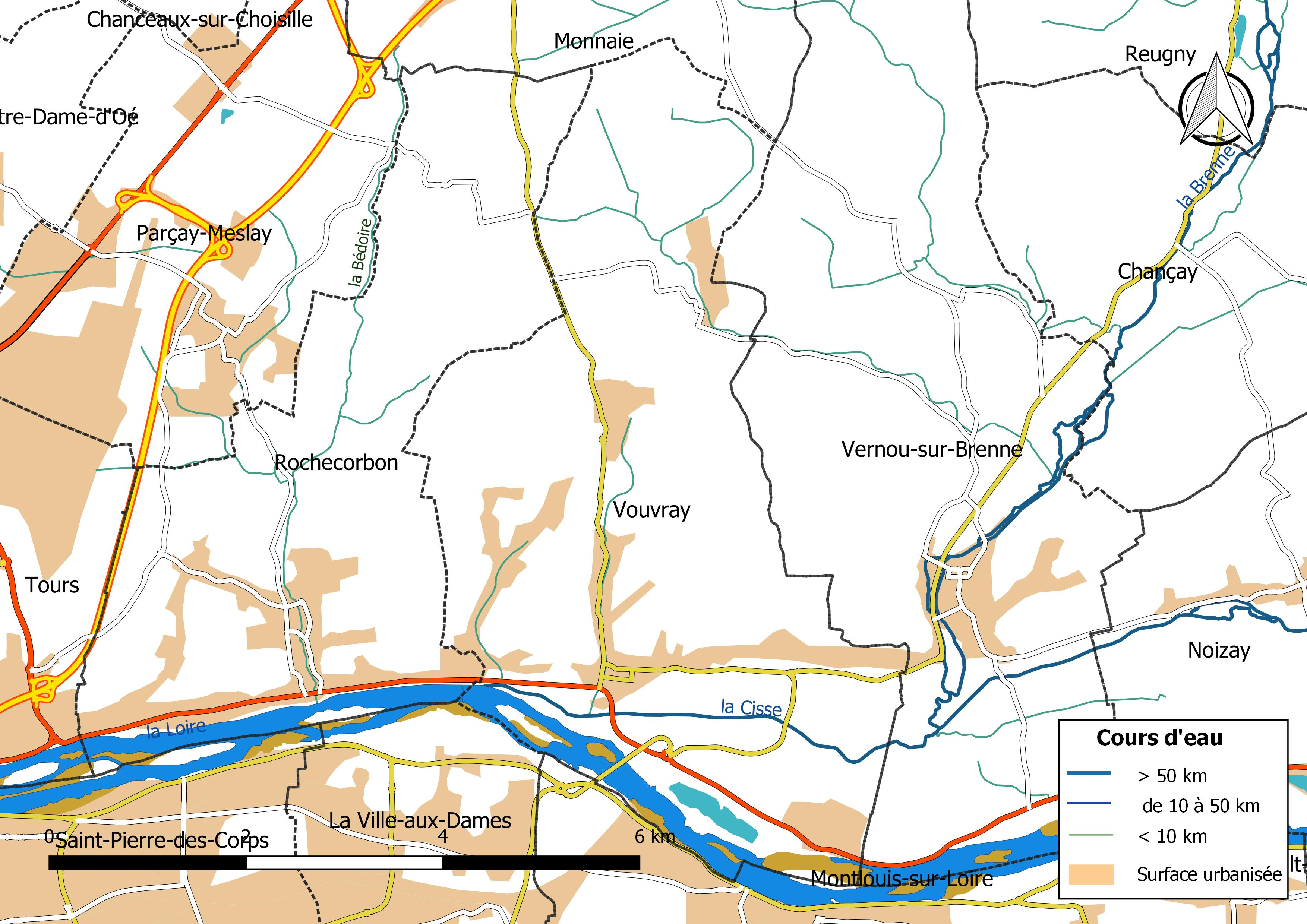
Réseau hydrographique de Vouvray.

La commune est bordée sur son flanc sud par la Loire (1,452 km) et traversée par la Cisse (4,451 km) qui coule d'est en ouest parallèlement à la Loire. Le réseau hydrographique communal, d'une longueur totale de 19,01 km, comprend en outre cinq petits cours d'eau,.
La Cisse, d'une longueur totale de 87,7 km, prend sa source à Rhodon en Loir-et-Cher,  et se jette dans la Loire à l'extrémité sud-ouest du territoire communal, après avoir traversé 28 communes. 
Ce cours d'eau est classé dans les listes 1 et 2 au titre de l'article L. 214-17 du code de l'environnement sur le Bassin Loire-Bretagne. Au titre de la liste 1, aucune autorisation ou concession ne peut être accordée pour la construction de nouveaux ouvrages s'ils constituent un obstacle à la continuité écologique et le renouvellement de la concession ou de l'autorisation des ouvrages existants est subordonné à des prescriptions permettant de maintenir le très bon état écologique des eaux. Au titre de la liste 2, tout ouvrage doit être géré, entretenu et équipé selon des règles définies par l'autorité administrative, en concertation avec le propriétaire ou, à défaut, l'exploitant,. 
Sur le plan piscicole, la Cisse est classée en deuxième catégorie piscicole. Le groupe biologique dominant est constitué essentiellement de poissons blancs (cyprinidés) et de carnassiers (brochet, sandre et perche).
Le cours de la Loire s’insère dans une large vallée qu’elle a façonnée peu à peu depuis des milliers d’années. Elle traverse d'est en ouest le département d'Indre-et-Loire depuis Mosnes jusqu'à Candes-Saint-Martin, avec un cours large et lent. La Loire présente des fluctuations saisonnières de débit assez marquées. Sur le plan de la prévision des crues, la commune est située dans le tronçon de la Loire tourangelle, qui court entre la sortie de Nazelles-Négron et la confluence de la Vienne, dont la station hydrométrique de référence la plus proche est située à Tours [aval pont Mirabeau]. Le débit mensuel moyen (calculé sur 62 ans pour cette station) varie de 112 m3/s au mois d'août  à 622 m3/s au mois de février. Le débit instantané maximal observé sur cette station est de 3 050 m3/s et s'est produit le 9 décembre 2003, la hauteur maximale relevée a été de 5,78 m ce même jour,. La hauteur maximale historique a été atteinte le 3 juin 1856 avec une hauteur inconnue mais supérieure à 6,20 m.
Sur le plan piscicole, la Loire est également classée en deuxième catégorie piscicole.
Une zone humide a été répertoriée sur la commune par la direction départementale des territoires (DDT) et le conseil départemental d'Indre-et-Loire : « la vallée de la Loire de Mosnes à Candes-Saint-Martin »,.

### Climat
Pour des articles plus généraux, voir Climat du Centre-Val de Loire et Climat d'Indre-et-Loire.
En 2010, le climat de la commune est de type climat océanique dégradé des plaines du Centre et du Nord, selon une étude du CNRS s'appuyant sur une série de données couvrant la période 1971-2000. En 2020, Météo-France publie une typologie des climats de la France métropolitaine dans laquelle la commune est exposée à un climat océanique altéré et est dans la région climatique  Moyenne vallée de la Loire, caractérisée par une bonne insolation (1 850 h/an) et un été peu pluvieux. 
Pour la période 1971-2000, la température annuelle moyenne est de 11,6 °C, avec une amplitude thermique annuelle de 14,8 °C. Le cumul annuel moyen de précipitations est de 727 mm, avec 10,9 jours de précipitations en janvier et 6,7 jours en juillet. Pour la période 1991-2020, la température moyenne annuelle observée sur la station météorologique de Météo-France la plus proche, « Tours - Parcay-Meslay », sur la commune de Parçay-Meslay à 5 km à vol d'oiseau, est de 12,2 °C et le cumul annuel moyen de précipitations est de 677,8 mm,. Pour l'avenir, les paramètres climatiques de la commune estimés pour 2050 selon différents scénarios d'émission de gaz à effet de serre sont consultables sur un site dédié publié par Météo-France en novembre 2022.

## Urbanisme

### Typologie
Au 1er janvier 2024, Vouvray est catégorisée bourg rural, selon la nouvelle grille communale de densité à sept niveaux définie par l'Insee en 2022.
Elle appartient à l'unité urbaine de Tours, une agglomération intra-départementale regroupant 38  communes, dont elle est une commune de la banlieue,,. Par ailleurs la commune fait partie de l'aire d'attraction de Tours, dont elle est une commune de la couronne,. Cette aire, qui regroupe 162 communes, est catégorisée dans les aires de 200 000 à moins de 700 000 habitants,.

### Occupation des sols
L'occupation des sols de la commune, telle qu'elle ressort de la base de données européenne d’occupation biophysique des sols Corine Land Cover (CLC), est marquée par l'importance des territoires agricoles (78,4 % en 2018), en diminution par rapport à 1990 (79,9 %). La répartition détaillée en 2018 est la suivante : 
terres arables (37,5 %), cultures permanentes (24,6 %), zones agricoles hétérogènes (14,5 %), zones urbanisées (8,4 %), eaux continentales (5,2 %), milieux à végétation arbustive et/ou herbacée (3,5 %), forêts (2,4 %), prairies (1,7 %), zones industrielles ou commerciales et réseaux de communication (1,3 %), espaces ouverts, sans ou avec peu de végétation (0,8 %). L'évolution de l’occupation des sols de la commune et de ses infrastructures peut être observée sur les différentes représentations cartographiques du territoire : la carte de Cassini (XVIIIe siècle), la carte d'état-major (1820-1866) et les cartes ou photos aériennes de l'IGN pour la période actuelle (1950 à aujourd'hui).

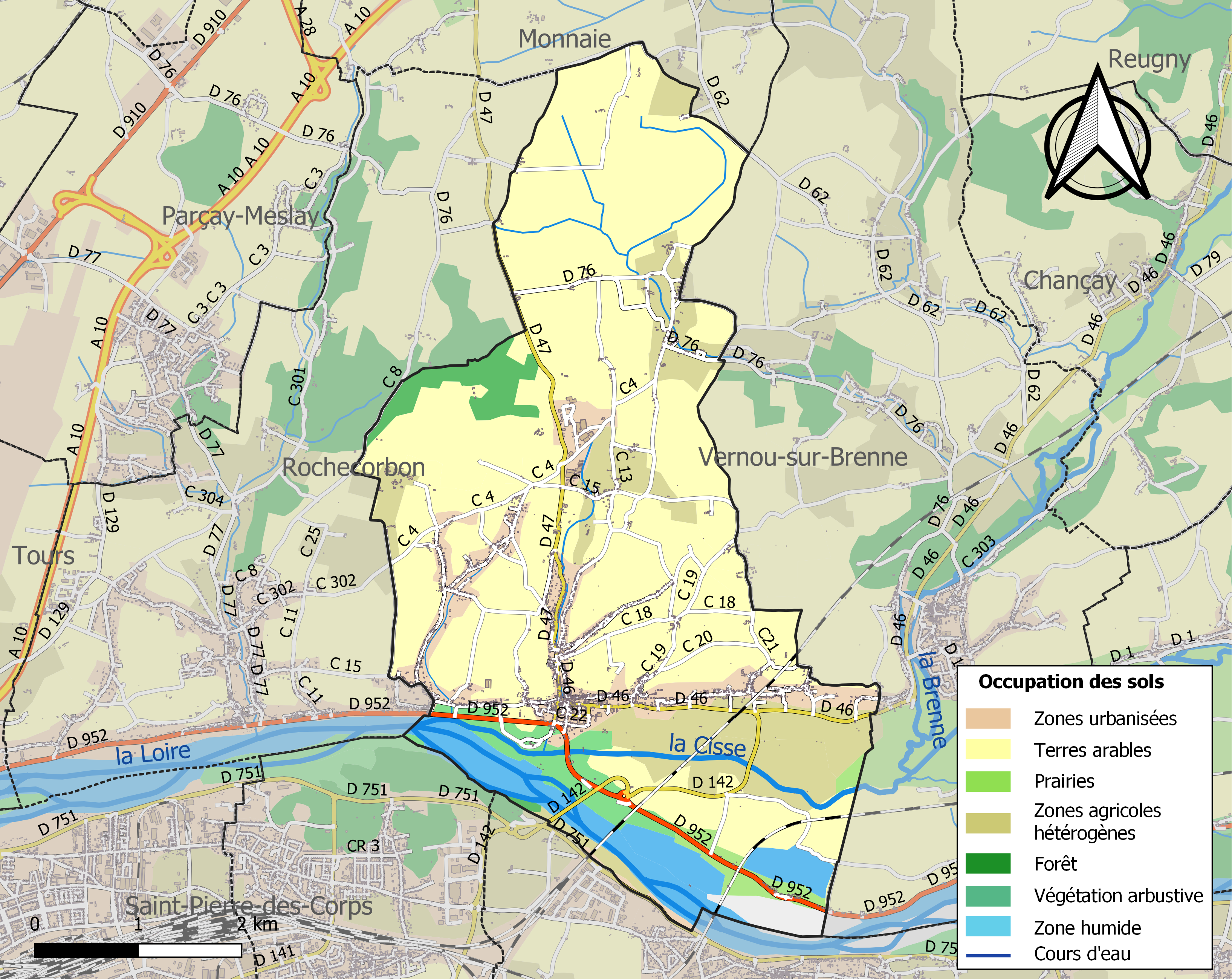
Carte des infrastructures et de l'occupation des sols de la commune en 2018 (CLC).

### Anciennes voies de communication
Vouvray disposait d'une gare de chemin de fer, située sur la ligne de Paris-Austerlitz à Bordeaux-Saint-Jean, juste avant le viaduc de Montlouis sur la Loire, côté rive droite. La gare bénéficiait d'une halle à marchandises. La gare et la halle marchandise, toujours visibles, ne sont désormais plus affectées au service ferroviaire. La commune est traversée par la LGV Atlantique qui passe dans le tunnel de Vouvray.
|  |  |

### Risques majeurs
Le territoire de la commune de Vouvray est vulnérable à différents aléas naturels : météorologiques (tempête, orage, neige, grand froid, canicule ou sécheresse), inondations, mouvements de terrains et séisme (sismicité très faible). Un site publié par le BRGM permet d'évaluer simplement et rapidement les risques d'un bien localisé soit par son adresse soit par le numéro de sa parcelle.
Certaines parties du territoire communal sont susceptibles d’être affectées par le risque d’inondation par débordement de cours d'eau, notamment la Cisse et la Loire. La commune a été reconnue en état de catastrophe naturelle au titre des dommages causés par les inondations et coulées de boue survenues en 1997, 1999, 2003, 2008 et 2018,.

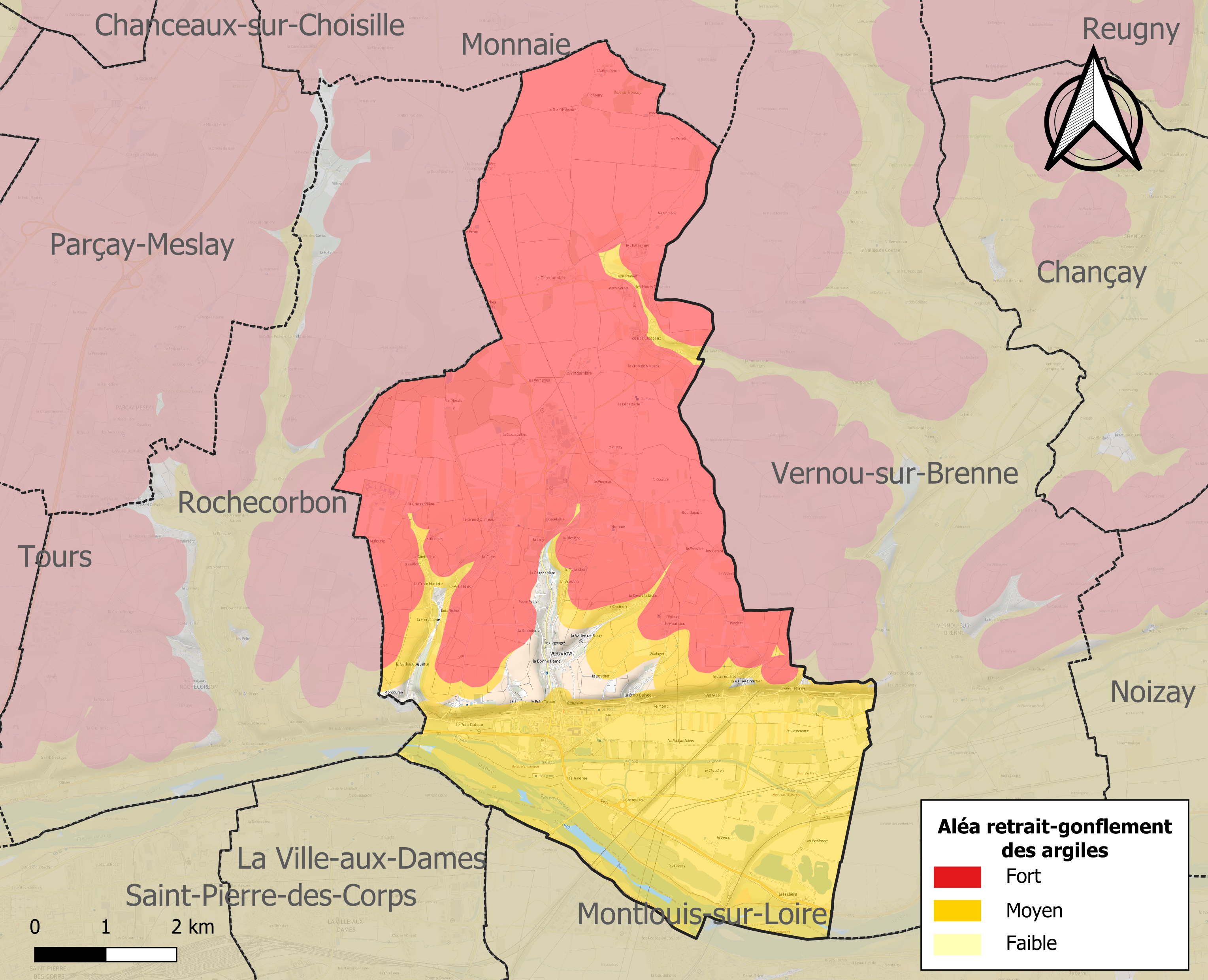
Carte des zones d'aléa retrait-gonflement des sols argileux de Vouvray.

La commune est vulnérable au risque de mouvements de terrains constitué principalement du retrait-gonflement des sols argileux. Cet aléa est susceptible d'engendrer des dommages importants aux bâtiments en cas d’alternance de périodes de sécheresse et de pluie. 95,6 % de la superficie communale est en aléa moyen ou fort (90,2 % au niveau départemental et 48,5 % au niveau national). Sur les 1 400 bâtiments dénombrés sur la commune en 2019, 1065 sont en aléa moyen ou fort, soit 76 %, à comparer aux 91 % au niveau départemental et 54 % au niveau national. Une cartographie de l'exposition du territoire national au retrait gonflement des sols argileux est disponible sur le site du BRGM,.
Concernant les mouvements de terrains, la commune a été reconnue en état de catastrophe naturelle au titre des dommages causés par la sécheresse en 1990, 1992, 1993, 2005, 2011 et 2019 et par des mouvements de terrain en 1999 et 2008.

## Histoire

### Toponymie
Gaulois vober = terre inculte, broussailles (FEW, XIV, 92a), et suffixe collectif latin etum ; d’où : ensemble inculte, ensemble de broussailles.

Vobridus, 774 (Recueil des historiens des Gaules et de la France, t. V) ; Vobridius super Ligerim, 845 (Actes de Charles II le Chauve, n° 175) ; Vovreius, 903 (Actes de Charles III le Simple, n° 97) ; Vaubridius, Xe s. (Recueil des historiens des Gaules et de la France, t. X, diplôme de Charles III le Simple, de Hugues Capet) ; Vovroi, qui est juxta Roiches, XIIe s. (Missale Beatae Martini) ; In parrochia de Vovreio, mars 1242 (Cartulaire de l’archevêché de Tours, t. 2, p. 322, charte 314) ; Hacelina, de parochia de Vovray, 1247 (Archives nationales-JJ 274, Querimoniae Turonum, n° 887) ; Vovray, 1284 (Charte de Jeanne de Vierzon) ; Voveray in Turonia, 1437 (Charte du chapitre Saint-Martin de Tours) ; Vovray, avril 1469 (Archives Nationales-JJ 197, n° 74, fol. 46) ; Vouvray, novembre 1495 (Archives nationales-JJ 228, n° 45, fol. 22) ; Vouvray sur Loyre, XVIIe s. (Registres paroissiaux, passim) ; Vouvray, XVIIIe s. (Carte de Cassini).

Délimitation réalisée de Vouvray d’avec Rochecorbon par Ordonnance royale du 1er octobre 1817 : Vouvray cède à Rochecorbon le territoire formé du bois de la Roche, du bois de Luynes contenant la ferme des Roches et 12 habitations aux Pâtis ; en échange, Rochecorbon cède à Vouvray Montauran, une partie de la ferme de la Malourie, 3 caves habitées et un territoire proche de la Bellangerie (Archives nationales-F 2 II Indre-et-Loire 3, plan annexé à la minute).

## Gastronomie

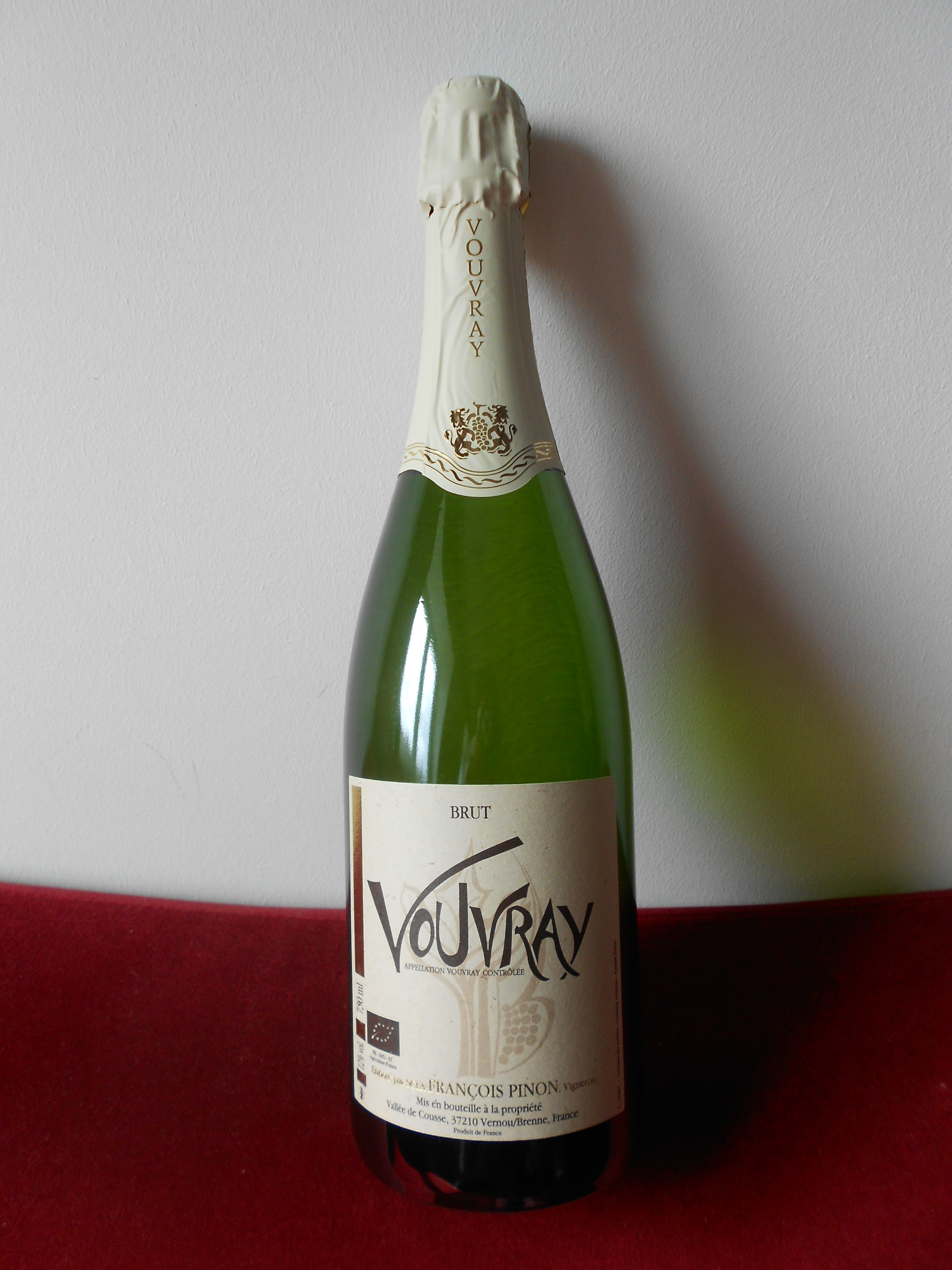
Bouteille de Vouvray pétillant (domaine François Pinon)

- Bouteille de Vouvray pétillant (domaine François Pinon)Le vin est roi à Vouvray, à tel point que la commune possède même le nom de Vouvray-les-vins.
- La bernache, jus de raisin au début de sa fermentation (vin nouveau). Elle se déguste de fin octobre à mi-novembre environ.
- Rillettes et rillons (rillettes non hachées) aromatisés au Vouvray.

## Politique et administration

### Tendances politiques et résultats
| Scrutin             | Scrutin             | 1er tour | 1er tour | 1er tour | 1er tour | 1er tour  | 1er tour | 1er tour | 1er tour | 1er tour | 1er tour | 1er tour | 1er tour | 2d tour | 2d tour | 2d tour | 2d tour | 2d tour | 2d tour |
| Scrutin             | Scrutin             | 1er      | 1er      | %        | 2e       | 2e        | %        | 3e       | 3e       | %        | 4e       | 4e       | %        | 1er     | 1er     | %       | 2e      | 2e      | %       |
| ------------------- | ------------------- | -------- | -------- | -------- | -------- | --------- | -------- | -------- | -------- | -------- | -------- | -------- | -------- | ------- | ------- | ------- | ------- | ------- | ------- |
| Présidentielle 2017 | Présidentielle 2017 |          | LR       | 28,33    |          | EM        | 24,40    |          | LFI      | 16,96    |          | FN       | 14,97    |         | EM      | 73,39   |         | FN      | 26,61   |
| Présidentielle 2022 | Présidentielle 2022 |          | LREM     | 36,05    |          | LFI       | 18,37    |          | RN       | 15,50    |          | REC      | 7,87     |         | LREM    | 68,42   |         | RN      | 31,58   |
| Législatives 2022   | 2e                  |          | RE-Ens   | 35,55    |          | LFI-Nupes | 27,27    |          | RN       | 12,63    |          | LR       | 9,99     |         | RE      | 58,93   |         | LFI     | 41,07   |
| Législatives 2024   | 2e                  |          | RE-Ens   | 40,12    |          | RN        | 26,39    |          | LFI-NFP  | 24,30    |          | LR       | 6,79     |         | RE      | 70,30   |         | RN      | 29,70   |

### Liste des maires
| Période                                  | Période                        | Identité                    | Étiquette | Qualité                                                                 |
| ---------------------------------------- | ------------------------------ | --------------------------- | --------- | ----------------------------------------------------------------------- |
| Les données manquantes sont à compléter. |                                |                             |           |                                                                         |
| 1820                                     | 1821                           | Pierre-Hippolyte Le Tissier |           |                                                                         |
| 1846                                     | 1870                           | Frédéric Bordes             |           |                                                                         |
| Les données manquantes sont à compléter. |                                |                             |           |                                                                         |
| mai 1912                                 | 1944                           | Charles-Henri Vavasseur     |           | Viticulteur et négociants en vins Député d'Indre-et-Loire (1919 → 1924) |
| Les données manquantes sont à compléter. |                                |                             |           |                                                                         |
| octobre 1947                             | mars 1989                      | Gaston Huet                 | DVD       | Viticulteur Conseiller général de Vouvray (1951 → 1982)                 |
| mars 1989                                | mars 2001                      | Daniel Allias               | DVD       | Viticulteur, maire honoraire                                            |
| mars 2001                                | mars 2014                      | Pierre Darragon             | DVD       | Viticulteur Président de la CC du Vouvrillon (2008 → 2014)              |
| mars 2014                                | En cours (au 5 septembre 2024) | Brigitte Pineau             | SE        | Viticultrice Suppléante du député Daniel Labaronne (2024 → )            |

### Jumelages
Randersacker (Allemagne), voir Randersacker (page allemande) - Site de la ville

## Population et société

### Démographie
L'évolution du nombre d'habitants est connue à travers les recensements de la population effectués dans la commune depuis 1793. Pour les communes de moins de 10 000 habitants, une enquête de recensement portant sur toute la population est réalisée tous les cinq ans, les populations de référence des années intermédiaires étant quant à elles estimées par interpolation ou extrapolation. Pour la commune, le premier recensement exhaustif entrant dans le cadre du nouveau dispositif a été réalisé en 2006.

En 2022, la commune comptait 3 397 habitants, en évolution de +5,04 % par rapport à 2016 (Indre-et-Loire : +1,67 %, France hors Mayotte : +2,11 %).
| 1793  | 1800  | 1806  | 1821  | 1831  | 1836  | 1841  | 1846  | 1851  |
| ----- | ----- | ----- | ----- | ----- | ----- | ----- | ----- | ----- |
| 2 080 | 1 954 | 2 266 | 2 425 | 2 387 | 2 610 | 2 443 | 2 341 | 2 418 |

| 1856  | 1861  | 1866  | 1872  | 1876  | 1881  | 1886  | 1891  | 1896  |
| ----- | ----- | ----- | ----- | ----- | ----- | ----- | ----- | ----- |
| 2 295 | 2 438 | 2 267 | 2 180 | 2 227 | 2 246 | 2 299 | 2 250 | 2 361 |

| 1901  | 1906  | 1911  | 1921  | 1926  | 1931  | 1936  | 1946  | 1954  |
| ----- | ----- | ----- | ----- | ----- | ----- | ----- | ----- | ----- |
| 2 285 | 2 350 | 2 335 | 2 165 | 2 333 | 2 245 | 2 249 | 2 552 | 2 617 |

| 1962  | 1968  | 1975  | 1982  | 1990  | 1999  | 2006  | 2011  | 2016  |
| ----- | ----- | ----- | ----- | ----- | ----- | ----- | ----- | ----- |
| 2 753 | 2 725 | 2 606 | 2 469 | 2 933 | 3 046 | 3 083 | 3 062 | 3 234 |

| 2021  | 2022  | - | - | - | - | - | - | - |
| ----- | ----- | - | - | - | - | - | - | - |
| 3 346 | 3 397 | - | - | - | - | - | - | - |

### Sport
La ville possède de nombreux clubs sportifs (football, badminton, handball, volley-ball…).

### Culte
Vouvray dispose de l'église Notre-Dame-et-Saint-Jean-Baptiste. Elle est rattachée au diocèse de Tours.

### Enseignement
- École maternelle publique.
- École élémentaire publique.
- École maternelle et élémentaire privée Sainte-Thérèse.
- Collège Gaston-Huet.
- Collège privé Sainte-Thérèse.

## Animations
Diverses manifestations autour du vin, notamment :
- Saint Vincent, patron des vignerons, dernier samedi de janvier
- Foire aux vins, (week-end de la Pentecôte et mi-août), consacrée uniquement aux vins de Vouvray
- La boule de fort est un jeu traditionnel d'Anjou. La société de boule de fort de Vouvray est l'endroit où l'on y joue le plus à l'est.

## Culture locale et patrimoine

### Lieux et monuments

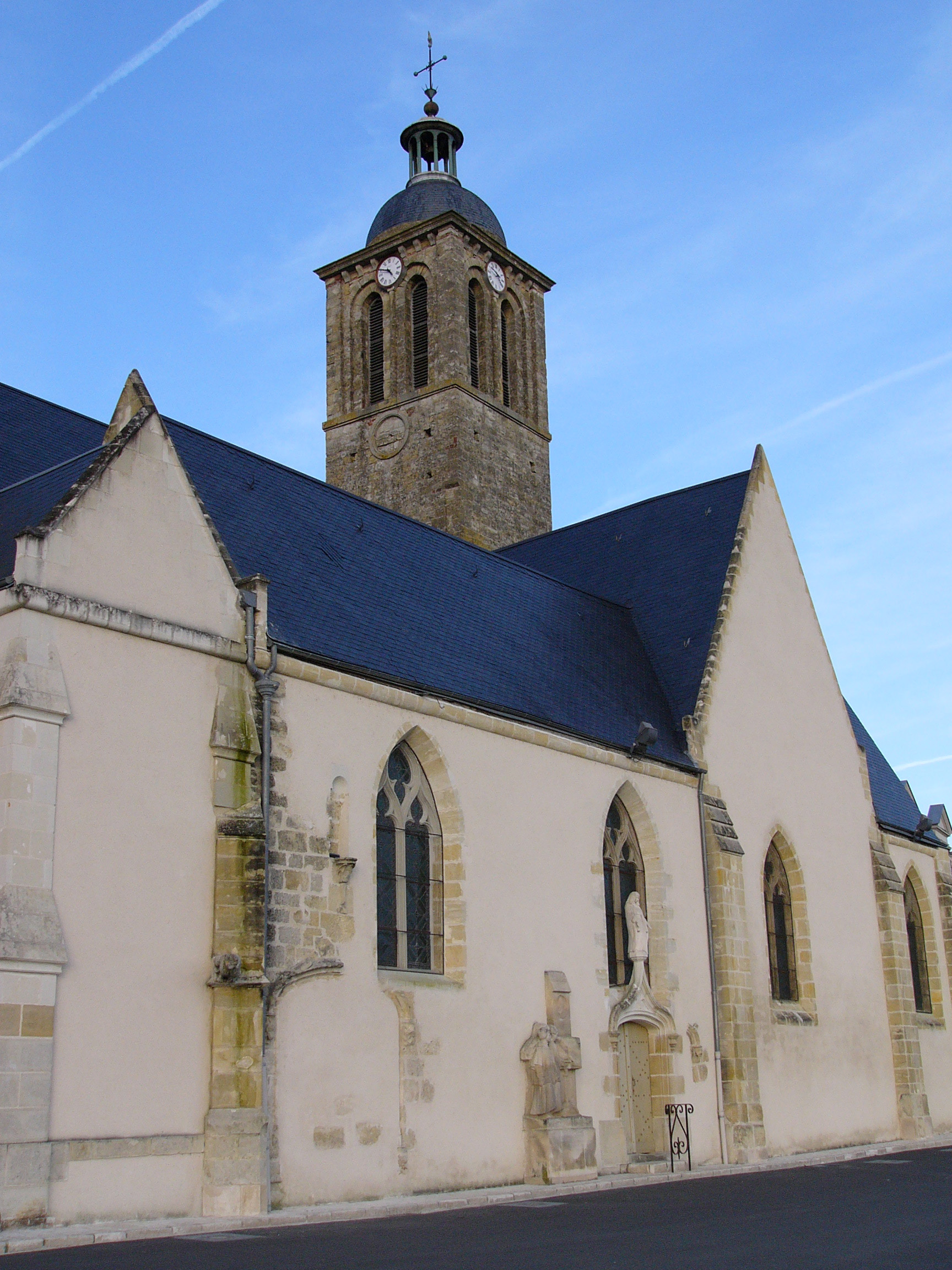
Église de Vouvray.

- Château de Moncontour : longtemps désiré, en vain, par Balzac (« Moncontour a ma prédilection », lettre à madame Hanska du 10 juin 1846). On peut y visiter le Musée du vin, écomusée très complet (plus de 2 000 outils traditionnels). La seigneurie de Moncontour en Touraine[43] passa des Sainte-Maure aux Craon par le mariage en 1301 d'Isabelle (vers 1280/1290-† 1310 ; fille héritière de Guillaume VI de Ste-Maure), avec Amaury III de Craon (vers 1280-1333) : notamment Guillaume II de Craon-Châteaudun ; puis aux Chabot de La Grève par le mariage en 1404 de Marie de Craon, fille de Guillaume II, dame de Montsoreau, Villandry/Co(u)lombiers, Marnes et Moncontour en Poitou, Pressigny, Verneuil, Ferrière-Larçon, Jarnac, avec Louis Ier Chabot (vers 1370-1422) : puis leur fils Thibaud X Chabot († 1429 à la bataille de Patay), père de Louis II Chabot, † 1486, qui céda à Jean du Puy (1449). Ensuite on trouve Jeanne de Cour(r)audon/Cour(r)andon (1485), dame d'honneur de la reine Anne, femme de Jacques d'Espinay, sire d'Ussé, St-Michel et Segré (vers 1450-vers 1521), puis René (1538), Louis (1572), Antoine (1583) et Nicolas d'Espinay (1619). Puis une avalanche de détenteurs : Claude et François de Lutz/de Lucy (1593), qui avaient aussi la Cour de Vouvray et (Le) Bouchet, manoir situé aussi à Vouvray[44] ; Claude Marteau de Vaumorin (1623), conseiller au présidial de Tours ; Christophe de Bordeaux (achat le 9 septembre 1639 pour 24 000 livres), et Louis de Bordeaux (1657), conseiller au Grand Conseil ; François Forcadel (1673) ; Michel de Vasbres (achat le 13 juillet 1676), et Pierre de Vasbres (1711) ; N. Pelluie (1715), maître des comptes à Paris ; le maire de Tours César Cottereau (1717) (dont la fille Madeleine Cottereau épousa en 1644 Gabriel Ier Taschereau de Baudri et Linières : grands-parents de Gabriel II, qui suit) ; la famille Taschereau : César-Victor Taschereau de Lignières (en 1731-1758 ; frère puîné de Gabriel II ; chevalier de Saint-Louis et lieutenant aux Gardes françaises), et Nicolas-Charles Malon de Bercy (1777) (1708-1790 ; président au Grand-Conseil ; mari de Marie-Angélique-Françoise Taschereau, fille de Gabriel II Taschereau, maire de Tours, lieutenant général de police, et de Philippe Taboureau des Réaux ; Gabriel II était le fils du maire de Tours Jean II François Taschereau, et le frère de Marie-Thérèse Taschereau ci-après) ; enfin Louis-Zacharie, marquis de Vassan de Puiseux (1739-1812 ; maréchal de camp ; sa grand-mère paternelle était Marie-Thérèse Taschereau de Baudri, sœur de Gabriel II), et sa sœur Marie-Charlotte de Vassan (achat par le frère et la sœur les 17 mars 1789 et 28 avril 1789 pour 84 000 livres), veuve d'Albert-Henri Clairembault, marquis de Vandeuil.
- Château de Vaudenuits.
- Église Notre-Dame-et-Saint-Jean-Baptiste : sur le mur de l'église, intéressant monument à Charles Bordes, créateur de la Schola Cantorum. Devant l'église, là où se trouvait naguère un « orme de Sully », on peut voir une pierre d'attente des morts.
- Chapelle troglodyte de l'Écheneau
- Nombreux manoirs : la Gaudrelle (XVIIe siècle), le Mont (XVIIe siècle), les Bidaudières (XVIIIe siècle), etc.
- Parmi les constructions plus récentes, on notera l'ancienne école Saint-François, en pur style 1930, démolie en 2013.
- Place Charles-Vavasseur : outre le buste (œuvre d'Aimé Octobre) de cet ancien maire de Vouvray, le visiteur contemplera un monument rare, dédié à un personnage de fiction : l'illustre Gaudissart, héros du roman éponyme d'Honoré de Balzac.
- Depuis le 29 mars 1992, la ville de Vouvray, avec celle de Vernou-sur-Brenne, était la marraine du sous-marin Psyché, mis sur cale le 1er juin 1967, en service le 7 juin 1970, désarmé le 29 septembre 1998 et coulé comme cible le 29 avril 2005.

### Personnalités liées à la commune
- Étienne Benoist de La Grandière (1733-1805), maire de Tours, y a habité
- Jean-Pierre Piet-Tardiveau (1763-1848), avocat et homme politique né à Vouvray.
- Pierre-Hippolyte Le Tissier, né en 1767, ancien maire
- Louis-Hippolyte Rangeard de La Germonière (1807-1878), homme politique né à Vouvray.
- Émile Delahaye (1843-1905), ingénieur français, pionnier de l’automobile, fondateur de la marque mythique Delahaye en 1895 est inhumé à Vouvray le 7 juin 1905.
- Charles Bordes (1863-1909), compositeur français, né à Vouvray.
- Gaston Huet (1910-2002) viticulteur, maire.
- Sir Walter Scott (1771-1832), poète, écrivain écossais, y a habité.
- Honoré de Balzac (1799-1850), écrivain français, y a habité.

### Héraldique
| Blason de Vouvray | Les armes de Vouvray se blasonnent ainsi : D'azur aux deux lions affrontés d'argent supportant une grappe de raisin tigée d'or. |

### Cartes
1. ↑  IGN, « Évolution comparée de l'occupation des sols de la commune sur cartes anciennes », sur remonterletemps.ign.fr (consulté le 15 juillet 2023).